# Фарісмане
Фарісмане (перс. فريسمانه) — село в Ірані, у дегестані Харразан, в Центральному бахші, шагрестані Тафреш остану Марказі. За даними перепису 2006 року, його населення становило 102 особи, що проживали у складі 41 сім'ї.

## Клімат
Середня річна температура становить 15,03°C, середня максимальна – 32,66°C, а середня мінімальна – -6,10°C. Середня річна кількість опадів – 253 мм.
| Клімат поселення                              | Клімат поселення | Клімат поселення | Клімат поселення | Клімат поселення | Клімат поселення | Клімат поселення | Клімат поселення | Клімат поселення | Клімат поселення | Клімат поселення | Клімат поселення | Клімат поселення | Клімат поселення |
| Показник                                      | Січ.             | Лют.             | Бер.             | Квіт.            | Трав.            | Черв.            | Лип.             | Серп.            | Вер.             | Жовт.            | Лист.            | Груд.            |                  |
| Середній максимум, °C                         | 9,46             | 11,48            | 16,42            | 22,89            | 27,50            | 31,71            | 32,66            | 31,66            | 28,26            | 22,58            | 16,35            | 9,97             |                  |
| Середня температура, °C                       | 1,68             | 3,71             | 8,66             | 15,12            | 19,70            | 23,92            | 27,00            | 25,99            | 22,60            | 16,94            | 10,70            | 4,32             |                  |
| Середній мінімум, °C                          | −6,1             | −4,08            | 0,88             | 7,33             | 11,93            | 16,14            | 21,35            | 20,35            | 16,96            | 11,29            | 5,06             | −1,34            |                  |
| Норма опадів, мм                              | 37               | 35               | 46               | 32               | 25               | 4                | 1                | 1                | 0                | 12               | 23               | 37               |                  |
| Середньомісячна швидкість вітру, м/с          | 1.62             | 2.09             | 2.95             | 3.01             | 2.81             | 2.69             | 2.80             | 2.64             | 2.34             | 2.22             | 1.94             | 1.38             |                  |
| Середньомісячна сонячна радіація, кДж/м²·день | 9017             | 12080            | 14532            | 18170            | 22159            | 26431            | 25863            | 23723            | 20337            | 14962            | 10862            | 8825             |                  |
| --------------------------------------------- | ---------------- | ---------------- | ---------------- | ---------------- | ---------------- | ---------------- | ---------------- | ---------------- | ---------------- | ---------------- | ---------------- | ---------------- | ---------------- |
| Джерело:                                      |                  |                  |                  |                  |                  |                  |                  |                  |                  |                  |                  |                  |                  |